# Interjú

Az interjú két vagy több ember beszélgetését jelenti, melynek célja, hogy az interjú készítői az interjú alanyától információkat nyerjenek egy meghatározott témakörben. Az interjú széleskörűen elterjedt technika, amelyet gyakran alkalmaznak például a tudományos kutatásban (pl. szociológiai mélyinterjú), a médiában, a piackutatásban vagy a munkaerő kiválasztásban.

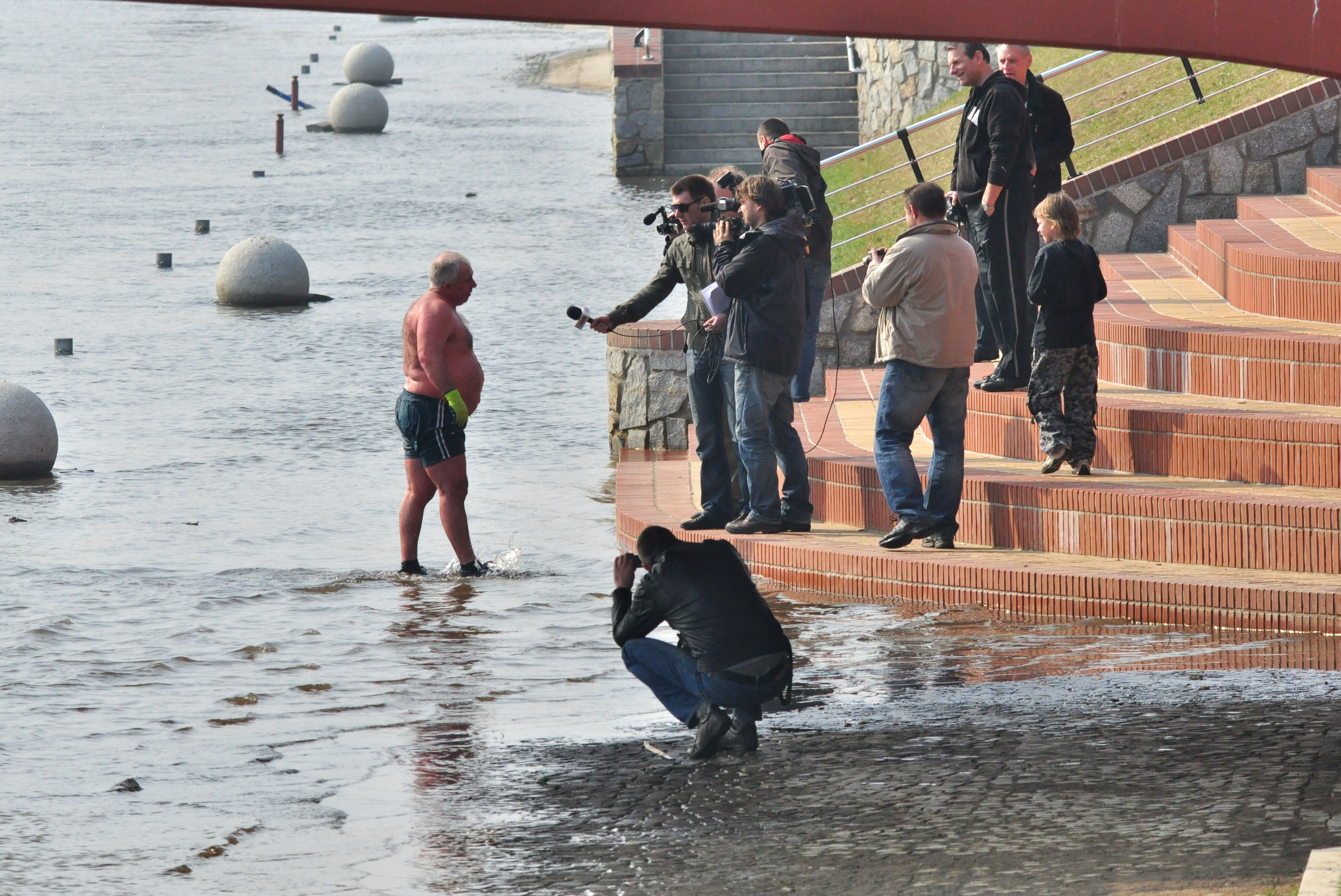
Interjú

## Fajtái strukturáltság szerint
Az interjúk készítésénél két alapvető szempont áll szemben egymással: az interjú során nyert információk árnyaltsága és feldolgozhatósága. Eszerint az interjú a következő két alaptípus, illetve ezek valamiféle átmenete lehet:
- Strukturálatlan interjú: az interjú alanya kötetlenül kifejtheti nézeteit az adott témakörben. Lehetővé teszi, hogy az interjúalany árnyaltan és információkban gazdagon kifejezze nézeteit, ám megnehezíti az egyes interjúk összehasonlíthatóságát.
- Strukturált interjú: az interjú alanya előre meghatározott kérdésekre, meghatározott keretek között válaszolhat. Lehetővé teszi az egyes interjúk összehasonlítását, ám szűkíti az interjúalany önkifejezési lehetőségeit és így az információgazdagságot.

## Állásinterjú
A munkaerő kiválasztása során a leggyakrabban alkalmazott eszköz, amellyel a munkavállaló képviselője igyekszik megismerni a jelölteket, és eldönteni, hogy melyik jelölt a legtökéletesebb választás az adott pozíció betöltésére. Az állásinterjú a pályázónak biztosít lehetőséget arra, hogy minél inkább kitűnjön, bizonyítsa saját alkalmasságát. Az állásinterjú folyamata általában különböző típusú és méretű cégek esetében másképp jelenik meg, sokszor több körben történik az interjúztatás, gyakran kiegészítik különböző tudást és személyiséget mérő tesztekkel, szituációs gyakorlatokkal.
Az állásinterjú három szakaszra bontható:
1. Felkészülés az állásinterjúra: Sikeres állásinterjúhoz felkészülés szükséges. A felkészülésbe beletartozik a pozíció pontos ismerete, a megfelelő ruházat megválasztása, de még a saját önéletrajz alapos ismerete is. Érdemes az interjút megelőzően alaposan megismerni a munkaadót online csatornákon keresztül (weblap, közösségi média, cikkek stb.), továbbá ellenőrizni saját közösségi média tartalmainkat. Az állásinterjúkon többnyire lehetőség van kérdezni a munkáltatóról, projektről, munkakörről is, ezért mindenképpen szükséges kérdésekkel készülni.
2. Állásinterjú: Az állásinterjúnak mindig része a jelölt bemutatkozása, kérdések a korábbi tapasztalatokról, erősségekről és gyengeségekről, valamint a lehetőség biztosítása a jelölt saját kérdéseinek megválaszolására.
3. Állásinterjú után: Már az állásinterjún érdemes tájékozódni a következő lépésekről és ennek megfelelően eljárni az interjú lezárását követően. (Például, ha a munkaadó meghatározott egy adott dátumot, amikorra a visszajelzés várható részéről, akkor nem érdemes ezt megelőzően érdeklődni. Ezt követően viszont mindenképpen.)

A sikeres szereplés egy-egy állásinterjún a munka elnyerését garantálhatja, éppen ezért ma már rengeteg honlap, tanácsadó és tréning célozza a tökéletes állásinterjúra történő felkészítést. 

### Viselkedésalapú interjútechnika
A viselkedésalapú interjútechnikát más néven strukturált, kompetenciaalapú interjútechnikának is nevezik. A kompetenciákat körüljáró strukturált interjúkérdésekkel azt mérik fel, hogy a jelölt kompetens-e. Azaz, birtokában van-e olyan általános és vezetői készségeknek, amelyek alkalmazására feltétlenül szükség van ahhoz, hogy eredményesen teljesítsen. A kérdések kiterjednek a tapasztalatok viselkedésszintű vizsgálatára, valamint a gondolkodás, hozzáállás és személyiségbeli jellemvonások mélyreható feltérképezésére is.